# لوی لهتو
لوی لهتو (انگلیسی: Leevi Lehto; ۲۳ فوریهٔ ۱۹۵۱ – ۲۲ ژوئن ۲۰۱۹) زبان‌شناس، مؤلف (پدیدآور)، سیاستمدار، مترجم، شاعر، ناشر، و برنامه‌نویس اهل فنلاند بود.
وی همچنین برندهٔ جوایزی همچون جایزه اینو لینو شده‌است.